# Aeroporto di Tlemcen-Zenata
L'aeroporto di Tlemcen-Zenata - Messali Hajj (in arabo مطار تلمسان - زناتة - مصالي الحاج‎?; in francese Aéroport de Tlemcen - Zenata - Messali El Hadj) è un aeroporto algerino situato nel territorio del comune di Zenata, a 22 km a nord-ovest della città di Tlemcen.

## Storia
Costruito nel 1957 come base militare, è stato successivamente aperto anche al traffico civile. Nel 2011 è stato intitolato dal presidente Abdelaziz Bouteflika al politico Messali Hadj, una delle principali figure della lotta per l'indipendenza dell'Algeria dal colonialismo francese.